# 巩志忠
巩志忠，中国农业大学生物学院院长，中国教育部第六批“长江学者”特聘教授，曾担任“973”等重点项目首席科学家。

## 生平
1987年获得山东师范大学生物系学士学位，1990年获得中国科学院植物研究所硕士学位。1998年获得千叶大学药学系博士学位；
1990至1995年，担任中国科学院植物研究所助理研究员、千叶大学药学系访问学者；
1998年至2002年，先后在千叶大学药学系、普渡大学农学院园艺学系、亚利桑那大学农学院植物系（师从朱健康）从事博士后研究；
2002年至今，在中国农业大学生物学院担任教授。

## 学术兼职
担任《Plant Physiology》、《Plant Cell and Physiology》、《Physiologia Plantarum》、《植物学报》等刊物编委、《科学通报》特邀编辑。